# Llorac
Llorac är en kommun i Spanien.   Den ligger i provinsen Província de Tarragona och regionen Katalonien, i den östra delen av landet, 400 km öster om huvudstaden Madrid. Antalet invånare är 118. Arean är 23,3 kvadratkilometer. Llorac gränsar till Montoliu de Segarra, Talavera, Santa Coloma de Queralt, Savallà del Comtat och Vallfogona de Riucorb. 
Terrängen i Llorac är huvudsakligen platt, men västerut är den kuperad.